# بوشيني قزمي
بوشيني قزمي (الاسم العلمي: Puccinia pygmaea) هو نوع من الفطريات يتبع جنس البوشيني من فصيلة البوشينية.